# Nomada subpetiolata
Nomada subpetiolata är en biart som beskrevs av Smith 1879. Nomada subpetiolata ingår i släktet gökbin, och familjen långtungebin. Inga underarter finns listade i Catalogue of Life.